# Khủng long hông thằn lằn
Saurischia (Khủng long hông thằn lằn, bắt nguồn từ 2 từ Hy Lạp "sauros" (σαυρος) có nghĩa là "thằn lằn" và "ischion" (σαυρος) có nghĩa là khớp hông), là một trong hai phân nhóm cơ bản của khủng long (Dinosauria). Năm 1888, Harry Seeley phân loại khủng long thành 2 bộ dựa theo cấu trúc hông của chúng, mặc dù hiện nay phần lớn các nhà cổ sinh vật học phân loại Saurischia như là một nhánh không phân hạng chứ không phải một bộ. Saurischia ('hông thằn lằn') phân biệt với Ornithischia ('hông chim') ở chỗ chúng giữ lại cấu hình tổ tiên của các xương ở hông.
Các loài khủng long Sauropoda (chân thằn lằn) và Theropoda (chân thú) đều thuộc về nhánh khủng long hông thằn lằn này. Ornithischia (khủng long hông chim) bao gồm Ceratopsia (khủng long mặt sừng) và các nhóm khủng long như Parasaurolophus, Corythosaurus.
Tất cả các loài khủng long ăn thịt (thuộc Theropoda) cũng như một trong hai nhánh chính của khủng long ăn cỏ là Sauropodomorpha thuộc về nhánh Saurischia. Vào cuối kỷ Creta, tất cả các loài Saurischia (trừ chim) đều tuyệt chủng. Điều này được nói tới như là Sự kiện tuyệt chủng kỷ Creta-Paleogen. Chim hiện đại (Aves), hậu duệ trực tiếp của một nhóm khủng long chân thú, là một phân nhánh của khủng long Saurischia trong phân loại phát sinh chủng loài.

## Miêu tả

Hình minh họa cấu trúc khung chậu của Saurischia (bên trái).

Saurischia được phân biệt với Ornithischia bởi cấu trúc khung chậu ba chĩa của chúng, với xương mu hướng về phía trước; trong khi khung chậu của Ornithischia được sắp xếp với xương mu hướng về phía sau, song song với đốt háng, thông thường với một mấu hướng về phía trước, tạo thành một cấu trúc bốn chĩa.
Cấu trúc hông như vậy của Saurischia dẫn tới việc Seeley đặt tên cho chúng là khủng long "hông thằn lằn" do chúng duy trì giải phẫu hông tổ tiên, cũng được tìm thấy ở thằn lằn hiện đại ngày nay. Ông đặt ra thuật ngữ Ornithischia cho khủng long "hông chim" do chúng rất giống với cấu trúc khung chậu của chim, mặc dù ông không đề xuất một mối quan hệ cụ thể nào với chim.
Tuy nhiên, như các nghiên cứu sau này phát hiện ra thì sự sắp xếp "hông chim" này trên thực tế đã tiến hóa độc lập hai lần ở khủng long, đầu tiên ở Ornithischia và sau đó ở một dòng dõi của Saurischia, bao gồm cả chim thật sự (Avialae). Trong ví dụ này của tiến hóa hội tụ, chim đã tiến hóa hông được định hướng tương tự như giải phẫu hông của Ornithischia có sớm hơn, và trong cả hai trường hợp thì đều có thể là một sự thích nghi với thức ăn là thực vật hoặc kiểu ăn tạp.

## Phát sinh chủng loài
Biểu đồ nhánh dưới đây vẽ theo Weishampel et al. (2004)
|  | †Saturnalia           |
|  |                       |
|  | ? †Thecodontosauridae |
|  |                       |
|  | †Prosauropoda         |
|  |                       |
|  | †Sauropoda            |
|  |                       |

|              | †Spinosauroidea                                                |
|              |                                                                |
| Avetheropoda | \| \| †Carnosauria \| \| \| \| \| \| Coelurosauria \| \| \| \| |
|              | \| \| †Carnosauria \| \| \| \| \| \| Coelurosauria \| \| \| \| |
|              | †Carnosauria                                                   |
|              |                                                                |
|              | Coelurosauria                                                  |
|              |                                                                |

|  | †Carnosauria  |
|  |               |
|  | Coelurosauria |
|  |               |

|              | †Spinosauroidea                                                |
|              |                                                                |
| Avetheropoda | \| \| †Carnosauria \| \| \| \| \| \| Coelurosauria \| \| \| \| |
|              | \| \| †Carnosauria \| \| \| \| \| \| Coelurosauria \| \| \| \| |
|              | †Carnosauria                                                   |
|              |                                                                |
|              | Coelurosauria                                                  |
|              |                                                                |

|  | †Carnosauria  |
|  |               |
|  | Coelurosauria |
|  |               |

|  | †Saturnalia           |
|  |                       |
|  | ? †Thecodontosauridae |
|  |                       |
|  | †Prosauropoda         |
|  |                       |
|  | †Sauropoda            |
|  |                       |

|              | †Spinosauroidea                                                |
|              |                                                                |
| Avetheropoda | \| \| †Carnosauria \| \| \| \| \| \| Coelurosauria \| \| \| \| |
|              | \| \| †Carnosauria \| \| \| \| \| \| Coelurosauria \| \| \| \| |
|              | †Carnosauria                                                   |
|              |                                                                |
|              | Coelurosauria                                                  |
|              |                                                                |

|  | †Carnosauria  |
|  |               |
|  | Coelurosauria |
|  |               |

|              | †Spinosauroidea                                                |
|              |                                                                |
| Avetheropoda | \| \| †Carnosauria \| \| \| \| \| \| Coelurosauria \| \| \| \| |
|              | \| \| †Carnosauria \| \| \| \| \| \| Coelurosauria \| \| \| \| |
|              | †Carnosauria                                                   |
|              |                                                                |
|              | Coelurosauria                                                  |
|              |                                                                |

|  | †Carnosauria  |
|  |               |
|  | Coelurosauria |
|  |               |

Ngoài ra, các chi Teyuwasu và Agnosphitys có thể là những khủng long hông thằn lằn ban đầu, hoặc là bò sát phi-khủng long nguyên thủy hơn.

## Hình ảnh

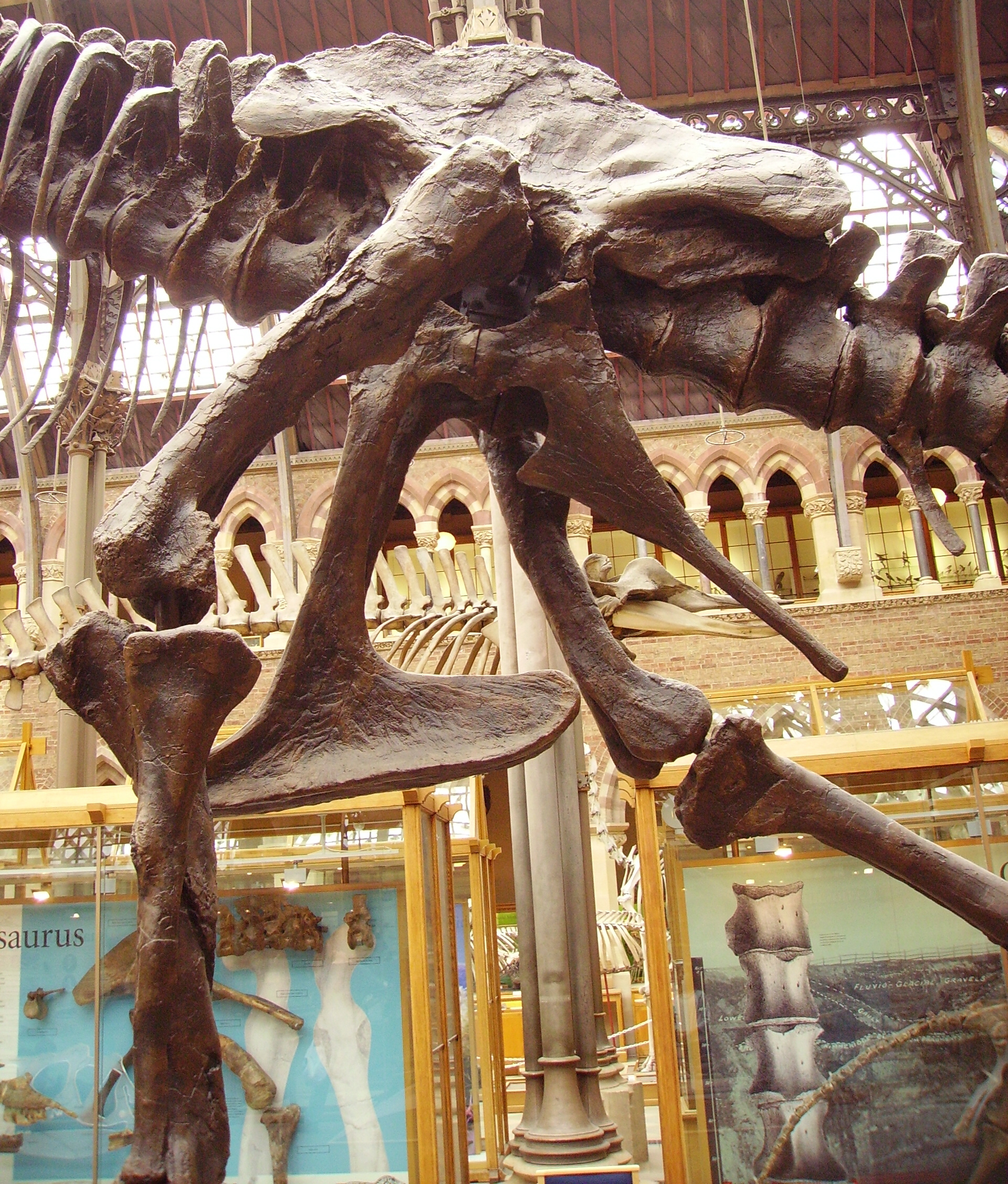
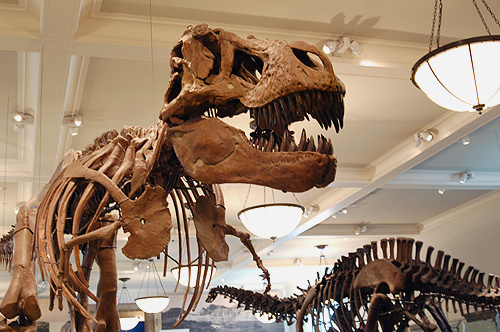